# Johor Darul Ta'zim II FC
Der Johor Darul Ta'zim II Football Club, oder einfach JDT II, ist ein Fußballverein aus Johor Bahru. Aktuell spielt der Verein in der zweithöchsten Liga des Landes, der Malaysia Premier League. Die Mannschaft ist auch unter dem Namen The Southern Tigers (Harimau Selatan) bekannt.

## Namensänderungen
Der Verein wurde 1955 als Johor FA gegründet.
- 1955 bis 2006: Johor Football Association (Johor FA)
- 2006 bis 2007: Johor Pihak Berkuasa Tempatan Pasir Gudang (Johor PBT Pasir Gudang)
- 2007 bis 2013: Johor Football Association (Johor FA)
- 2013 bis heute: Johor Darul Ta'zim Football Club (Johor Darul Ta'zim II)

## Erfolge
- Malaysian League

Meister: 1991
Vizemeister: 1985
- Malaysia Premier League

Meister: 1999
Vizemeister: 2019
- Malaysia Cup

Sieger: 1985, 1991
Finale: 1986
- Malaysia Challenge Cup: 2019

- Malaysia FA Cup: 1998

- Piala Sumbangsih

Sieger: 1986
2. Platz: 1992, 1999
- Crown Prince of Johor Cup: 2012

- Sultan Hassanal Bolkiah Cup: 1987

## Stadion
Seine Heimspiele trägt der Verein im Larkin Stadium in Johor Bahru in Johor aus. Das Stadion hat ein Fassungsvermögen von 30.000 Personen.

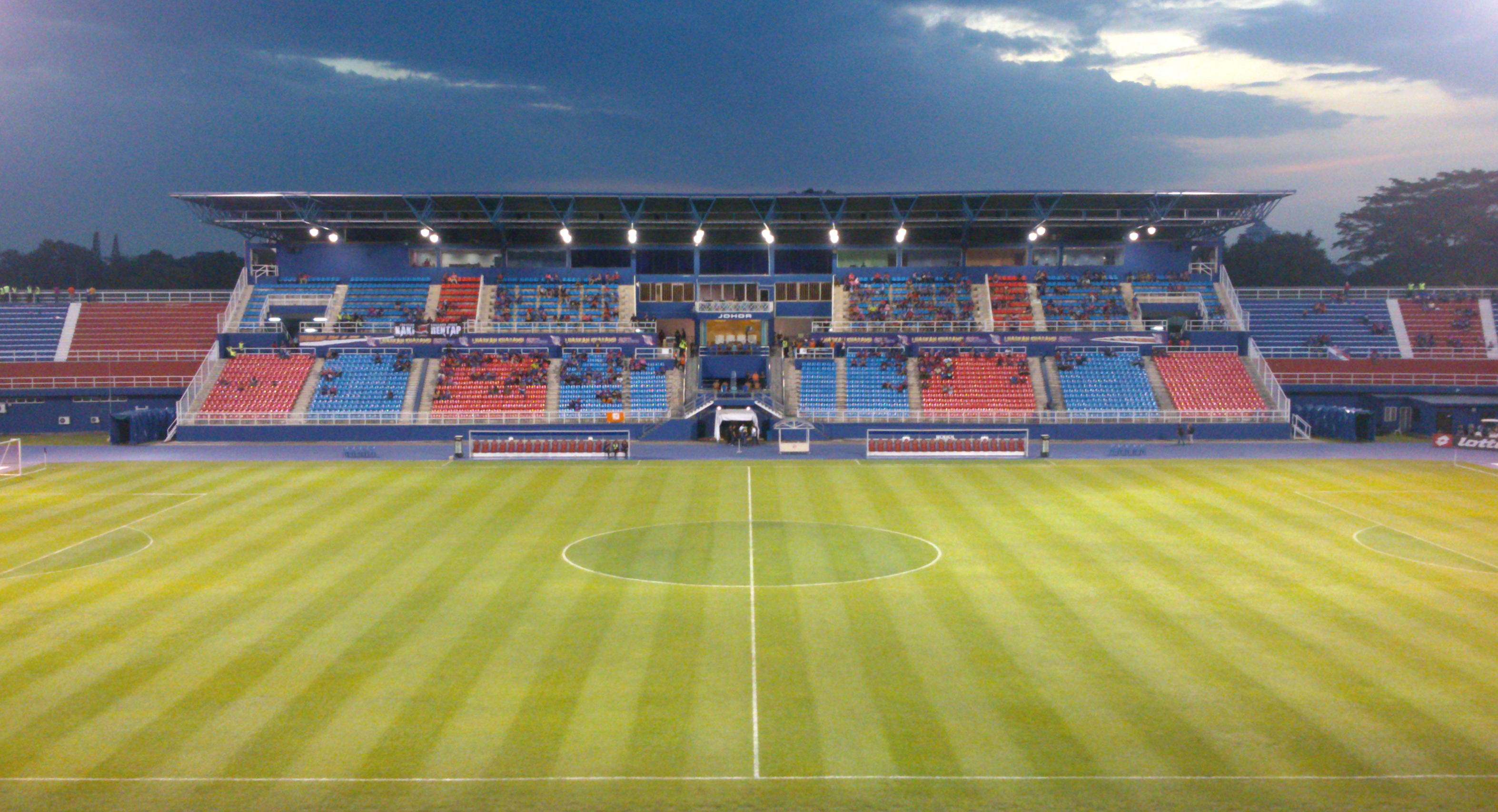
Larkin Stadium

Koordinaten: 1° 29′ 50,9″ N, 103° 45′ 5,4″ O

## Spieler
Stand: 14. September 2020
| Nr.        | Nation               | Spieler                       |
| Tor        |                      |                               |
| 01         | Malaysia             | T. Shaheeswaran               |
| 22         | Malaysia             | Rozaimi Rahamat               |
| 49         | Malaysia             | Hafiz Azizi Zamri             |
| 52         | Malaysia             | Hamidun Hakeem B. Hamidun     |
| 61         | Malaysia Deutschland | Julian Johan Bechler          |
| 62         | Malaysia             | Haziq Nadzli                  |
| Abwehr     |                      |                               |
| 02         | Malaysia             | Che Rashid Che Halim          |
| 04         | Malaysia             | Firdaus Ramli                 |
| 15         | Malaysia             | Hariz Kamarudin               |
| 21         | Malaysia             | Izzafiq Ruzi                  |
| 23         | Malaysia             | Hasbullah Abu Bakar           |
| 24         | Malaysia             | Hafiy Haikal                  |
| 30         | Malaysia Spanien     | Kiko Insa                     |
| 40         | Malaysia             | Adib Zainudin                 |
| 41         | Malaysia             | Feroz Baharudin               |
| 48         | Malaysia             | Nafizuddin B. Fauzi           |
| 60         | Malaysia             | Syazwan Andik Ishak           |
| 88         | Malaysia             | Ghaffar Abdul Rahman          |
| Mittelfeld |                      |                               |
| 07         | Malaysia             | Irfan Fazail                  |
| 08         | Japan                | Kei Hirose                    |
| 10         | Spanien              | Nico                          |
| 12         | Argentinien          | Luis Cabrera                  |
| 13         | Malaysia             | Gary Steven Robbat            |
| 14         | Malaysia             | Chia Ruo Han                  |
| 16         | Malaysia             | Umar Hakeem Suhar Rezwan      |
| 17         | Malaysia             | Muhd Alif Abdul Mutalib       |
| 20         | Malaysia             | Danial Haqim                  |
| 27         | Malaysia             | Fahmi Faizal                  |
| 29         | Malaysia             | Azrul Haziq Aminuddin         |
| 42         | Malaysia             | Arif Aiman Hanapi             |
| 43         | Malaysia             | Amirul Husaini Zamri          |
| 46         | Malaysia             | Aiman Danish Azli Azim        |
| 47         | Malaysia             | Rafiefikri Rosman             |
| 50         | Malaysia             | Syamer Kutty Abba             |
| 66         | Malaysia             | Nur Aqmal Mat Nayan           |
| 77         | Malaysia             | Syafiq Heelmi Zainol Fikri    |
| 80         | Malaysia             | Liridon Krasniqi              |
| Angriff    |                      |                               |
| 09         | Spanien              | Fernando Rodríguez            |
| 11         | Malaysia             | Rozaimi Rahman                |
| 18         | Malaysia             | Awang Faiz Haziqq Awang Fathi |
| 19         | Malaysia             | Ramadhan Saifullah            |
| 45         | Malaysia             | Gabriel Nistelrooy Anak Tamin |

## Trainerchronik
| Trainer       | Nationalität | von              | bis               |
| ------------- | ------------ | ---------------- | ----------------- |
| Azmi Mohamed  | Malaysia     | 1. Januar 2001   | 31. Dezember 2014 |
| Rajko Magić   | Kroatien     | 1. März 2014     | 8. April 2017     |
| Goran Paulić  | Kroatien     | 5. November 2014 | 10. Mai 2015      |
| Nenad Baćina  | Kroatien     | 11. Mai 2015     | 30. November 2015 |
| Benjamin Mora | Mexiko       | 1. Januar 2016   | 17. Januar 2017   |
| Hamzani Omar  | Malaysia     | 18. Januar 2017  | 19. Juni 2017     |
| Benjamin Mora | Mexiko       | 20. Juni 2017    | 9. August 2018    |
| Ervin Boban   | Kroatien     | 9. August 2018   | 23. Oktober 2019  |
| Rafa Gil      | Spanien      | 6. November 2019 | heute             |

## Saisonplatzierung
| Saison | Līga                    | Platz | FA Cup            | Malaysia Cup | Challenge Cup |
| ------ | ----------------------- | ----- | ----------------- | ------------ | ------------- |
| 2015   | Malaysia Premier League | 5.    | Viertelfinale     | Gruppenphase |               |
| 2016   | Malaysia Premier League | 3.    | Sechzehntelfinale | Gruppenphase |               |
| 2017   | Malaysia Premier League | 4.    | Sechzehntelfinale |              |               |
| 2018   | Malaysia Premier League | 4.    |                   |              | Halbfinale    |
| 2019   | Malaysia Premier League | 2.    |                   |              | Sieger        |
| 2020   | Malaysia Premier League |       |                   |              |               |

## Beste Torschützen
| Saison | Name              | Tore |
| ------ | ----------------- | ---- |
| 2015   | Shahril Ishak     | 9    |
| 2016   | Paulo Rangel      | 23   |
| 2017   | Nicolás Fernández | 12   |
| 2018   | Darren Lok        | 8    |
| 2019   | Mohammed Ghaddar  | 10   |
| 2020   |                   |      |